# Barras (Brazilië)
Barras is een gemeente in de Braziliaanse deelstaat Piauí. De gemeente telt 44.913 inwoners (schatting 2009).
De gemeente grenst aan Cabeceiras do Piauí, Boa Hora, Piripiri, Batalha, Esperantina, Campo Largo do Piauí, Nossa Senhora dos Remédios en Miguel Alves.